# ボビー・フィッシュ
ボビー・フィッシュ（英語: Bobby Fish、1976年10月27日 - ）は、アメリカ合衆国男性プロレスラー。ニューヨーク州オールバニ出身。MLW所属。

## 来歴

### インディー団体
学生時代は、アメリカンフットボール選手として活躍。大学卒業後、ECWに入団し、トニー・デヴィートに師事。2002年にプロレスデビューを果たした。ジャーク・ジャクソン（Jerk Jackson）やメイデン・フィッシャー（Madden Fisher）のリングネームで活動し、その後、WLW、ROH、NWAアップステートに参戦。

### ROH & NOAH & 新日本プロレス
2005年9月に行われたWLW・ノア合同レスリング・キャンプで、小橋建太の目に留まり、ノアへの参戦が決定。翌2006年5月に初来日し、ノアのツアーに参戦した。以降、2012年までノアの常連外国人選手として定期的に参戦を継続。
2010年2月、GHCジュニアヘビー級タッグ王座決定トーナメントにエディ・エドワーズと組んで出場するも、1回戦でリッキー・マルビン & 石森太二組に敗れる。
2011年の第2回グローバル・リーグ戦では、同リーグが無差別級リーグとなったことから、ジュニアヘビー級選手の一人として参戦。マイバッハ谷口や齋藤彰俊から勝利を奪うなど、優勝戦線にこそ食い込まなかったが、周囲の予想以上の活躍であった。
2012年の日テレG+杯争奪ジュニアヘビー級タッグ・リーグ戦にはエドワーズと組んで初出場。初戦から優勝候補に勝利するなど好調ぶりを見せていたが、リーグ戦最終戦で敗戦。決勝進出まであと一歩及ばなかったが、敢闘賞を獲得した。
同年から再びROHに参戦。2013年3月2日にはPPVである11th Anniversary Showにてカイル・オライリーとのタッグチーム「reDRagon（レッドラゴン）」でROH世界タッグ王座を獲得した。
2014年8月10日の西武ドーム大会より新日本プロレスに参戦。11月8日のBODYMAKERコロシアム大会にてカイル・オライリーとのコンビでIWGPジュニアタッグ王座を獲得。

### WWE

#### NXT
11月18日、Takeover: War Gamesにてアダム・コール & カイル・オライリーと組んでオーサーズ・オブ・ペイン（アカム & レーザー） & ロデリック・ストロング、サニティー（アレクサンダー・ウルフ & エリック・ヤング & キリアン・デイン）とWCWで行われた金網に囲まれたリング2面で5分事にメンバーが追加される特殊ルールのウォー・ゲームで対戦。各レスラーが暴れまわる中、サニティー追加後には竹刀、スティールチェアー、スティールカンを投入してさらに混沌と化す。終盤にヤングがストロングにショーストッパーを仕掛けた隙を突いてコールが竹刀でヤングを殴打。そして最後にスティールチェアーを持ったヤングにシャイニング・ウィザードを決めて勝利した。同月29日、NXTの収録にてNXTタッグ王座を保持するサニティーにオライリーと組んで挑戦。セコンドに就いていたコールの助力を仰いで勝負を制し、王座を戴冠した。

## 得意技
マーシャルアーツ（軍用格闘術）やブラジリアン柔術、キックボクシング、総合格闘技など幅広い格闘経験を有し、プロレスの試合でもそれらの格闘技色の強いファイトスタイルに、瞬発力を生かした空中殺法をミックスした戦いを得意とする。特に独特の間合いから放たれるキック攻撃には定評がある。

### フィニッシュ・ホールド
フライング・フィッシュ・フック
日本でのメイン・フィニッシュ・ホールド。独特のフォームで繰り出される、変型の跳び膝蹴り。助走を付けて大きくジャンプし、空中で自分の体を大きく横に倒した状態にして、相手の顔面を狙って膝蹴りを決める。
フィッシュ・フックデラックスエディション
フィッシュ・スラム
米国でのメイン・フィニッシュ・ホールド。オリンピック・スラム（アングル・スラム）と同じ投げ技。捻りを加え角度を付けて落とすバックフリップ。ノアでは杉浦貴が同じ技をオリンピック予選スラムの名称でフィニッシュ・ホールドとしていることを考慮し、ノア参戦時はフィニッシュとしての使用は控えている。
フィッシュ・アロー
ファルコン・アローと同じ技。フィニッシャーにも使用され、また雪崩式でも使用している。
ダイビング・ヘッドバット
ムーンサルトプレス
コーナーポストに後ろ向きに立ち、バック転してボディ・プレスを決める、自身の瞬発力の良さを生かした得意技。トップロープから決める場合とセカンドロープから決める場合がある。また、コーナーにジャンプして飛び乗って技を決めることが多い。コーナーへ上がる前に武藤敬司のプロレスLOVEポーズを決めることもよくあり、武藤からの強い影響が覗える（武藤もムーンサルトを得意とする）。

### 打撃技
エルボー
エルボー・スタンプ
バックハンド・チョップ
ナックルパンチ
張り手
クローズライン
各種キック技
ローキック、ミドルキック、ハイキック
ドロップキック
ランドハウスキック
ニーリフト

### 投げ技
スープレックス
スーパープレックス
ジャーマンスープレックス
ベリー・トゥー・バック・スープレックス

### 関節技、絞め技
アンクルロック
ボストンクラブ
ハーフボストンクラブ
クロスフェイス
クロスアームブリーカー
前述の通り、豊富な格闘技経験を生かしたもの。
クロスレッグロック
スリーパーホールド
通常のスリーパーホールド、胴締め式の2種類を使用。

### 合体技
チェイシング・ザ・ドラゴン
カイル・オライリーとの合体技でreDRagonの主なフィニッシャー。
オライリーがブレーンバスターの体勢で相手を垂直に抱え上げ、その隙にフィッシュが逆さま状態になっている相手の後頭部にミドルキックを放ち、すかさずオライリーが垂直落下に相手を脳天からマットに突き刺していく。
フィッシュが相手を抱え上げる場合は、落とし方がフィッシュアローになる。

## タイトル歴

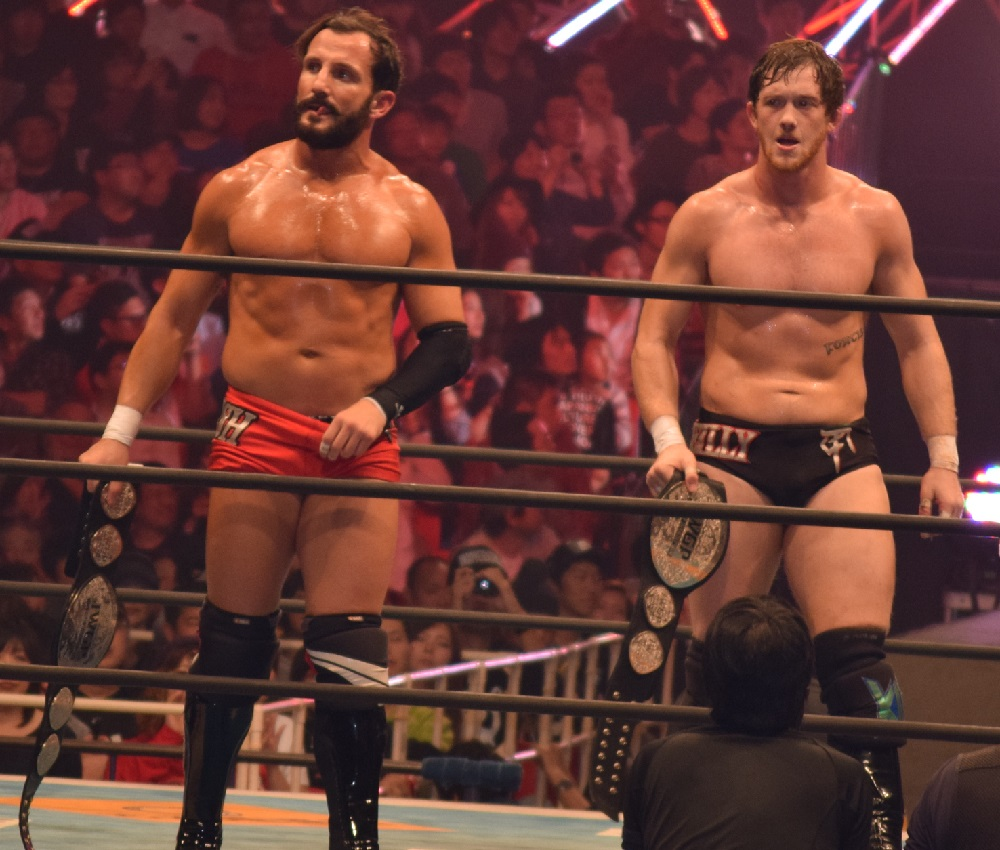
IWGPジュニアタッグ王座ボビー・フィッシュ

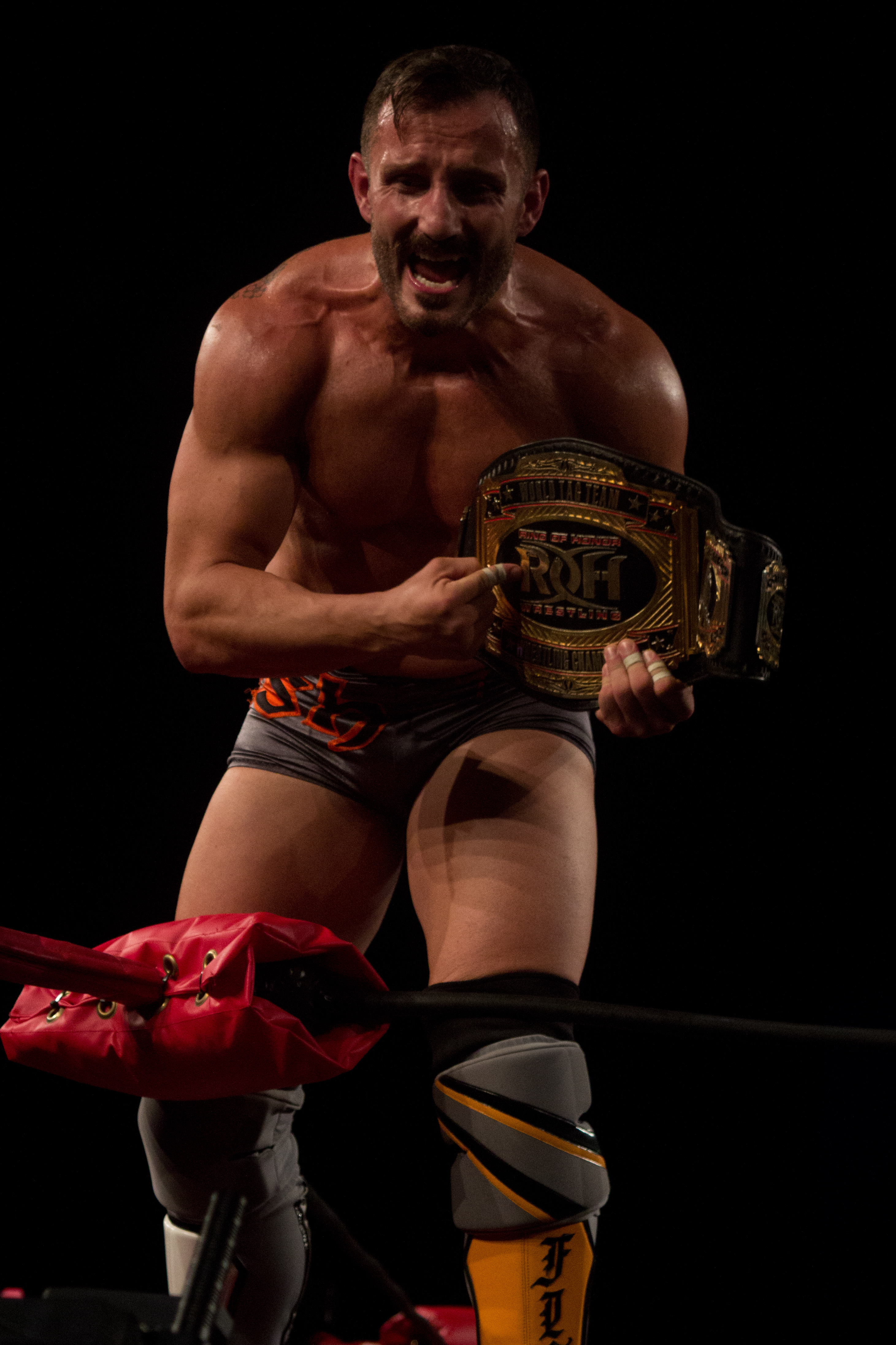
ROH世界タッグ王座

WWE
- NXTタッグ王座 : 2回

w / カイル・オライリー & アダム・コール & ロデリック・ストロング
w / カイル・オライリー
新日本プロレス
- IWGPジュニアタッグ王座 : 2回（第39、43代）

w / カイル・オライリー
- SUPER Jr. TAG TOURNAMENT 優勝（2014年）

w / カイル・オライリー
ROH
- ROH世界TV王座 : 1回（第12代）
- ROH世界タッグ王座 : 3回（第36、39、41代）

w / カイル・オライリー
- タッグ・ウォーズ・トーナメント 優勝（2014年）

w / カイル・オライリー
コリジョン・プロ・レスリング
- CPWヘビー級王座 : 1回

ハイ・リスク・レスリング
- HRWタッグチーム王座 : 1回

w / カイル・オライリー
ニュー・イングランド・チャンピオンシップ・レスリング
- NECWヘビー級王座 : 1回

プロ・レスリング・アンスクリプテッド
- PWUタッグ王座 : 1回

w / スコット・カーディナル

## 入場曲
- Dance Away
- Behind Bars
- Undisputed - 現在使用中